# Миаулис, Андреас
Андреас Вокос, более известный как Миаулис (греч. Ανδρέας Μιαούλης-Βώκος; 20 мая 1769 — 11 июня 1835) — греческий адмирал (наварх), герой греческой борьбы за независимость. Вокос (Бокос) — это изначальная фамилия, в то время как Миаулис — его личное прозвище, предположительно образованное от слова тур. miaoul (рус. фелюга), обозначающего небольшое беспалубное парусное судно, распространенное в Средиземноморье.
Уроженец острова Идра, начинал простым моряком, но впоследствии разбогател. Во время греческой войны за независимость командовал греческим флотом, одержал несколько побед над турками. Как и многие харизматические вожди греческой революции — противостоял правительству Иоанна Каподистрии, в результате практически погубил греческий флот. После отречения Августиноса Каподистрии, входил во временное правительство. Умер и похоронен в Пирее (часть «Больших Афин»).
В честь Миаулиса названа главная площадь города Эрмуполис, где ему поставлен памятник. Статуи Миаулиса можно встретить и на других греческих островах, в частности на его родной Идре.